# Rowotamtu
Rowotamtu is een bestuurslaag in het regentschap Jember van de provincie Oost-Java, Indonesië. Rowotamtu telt 7259 inwoners (volkstelling 2010).